# 하일랑현
하일랑현(베트남어: Huyện Hải Lăng / 縣海陵)은 베트남 북중부 지방 꽝찌성의 현이다.

## 행정 구역
하일랑현은 1시진, 15사를 관할하고 있다.

### 시진
- 지엔사인 시진 (Thị trấn Diên Sanh, 延生市鎭)

### 사
- 하이안 사 (Xã Hải An, 海安社)
- 하이바 사 (Xã Hải Ba, 海波社)
- 하이짜인 사 (Xã Hải Chánh, 海政社)
- 하이즈엉 사 (Xã Hải Dương, 海陽社)
- 하이딩 사 (Xã Hải Định, 海定社)
- 하이흥 사 (Xã Hải Hưng, 海興社)
- 하이케 사 (Xã Hải Khê, 海溪社)
- 하이럼 사 (Xã Hải Lâm, 海林社)
- 하이퐁 사 (Xã Hải Phong, 海豊社)
- 하이푸 사 (Xã Hải Phú, 海富社)
- 하이꿰 사 (Xã Hải Quế, 海桂社)
- 하이꾸이 사 (Xã Hải Quy, 海歸社)
- 하이선 사 (Xã Hải Sơn, 海山社)
- 하이트엉 사 (Xã Hải Thượng, 海上社)
- 하이쯔엉 사 (Xã Hải Trường, 海長社)

## 관광
- 라방 성모 교회 (Our Lady of La Vang)